# Ле Вали (Кремона)
Ле Вали је насеље у Италији у округу Кремона, региону Ломбардија.
Према процени из 2011. у насељу је живело 302 становника. Насеље се налази на надморској висини од 67 м.